# Niphona lunulata
Niphona lunulata là một loài bọ cánh cứng trong họ Cerambycidae.